# Jerome Flaake
Jerome Flaake (* 2. März 1990 in Wilhelm-Pieck-Stadt Guben, DDR) ist ein deutscher Eishockeyspieler, der zuletzt bis zum Ende der Saison 2024/25 bei den Krefeld Pinguinen aus der DEL2 unter Vertrag gestanden und dort auf der Position des linken Flügelstürmers gespielt hat. Zuvor war Flaake unter anderem für die Adler Mannheim, Kölner Haie, Hamburg Freezers, EHC Red Bull München, Düsseldorfer EG, ERC Ingolstadt und Augsburger Panther in der Deutschen Eishockey Liga (DEL) aktiv. Mit dem EHC Red Bull München gewann Flaake in den Jahren 2017 und 2018 jeweils die Deutsche Meisterschaft.

## Karriere
Flaake wurde in Wilhelm-Pieck-Stadt Guben geboren, zog mit seiner Familie aber nach Königsbrunn, als er zwei Jahre alt war. Im Alter von sieben Jahren begann er das Eishockeyspielen beim ESV Königsbrunn und wechselte später zum Augsburger EV. In der Spielzeit 2005/06 war der Angreifer für den SC Riessersee in der deutschen Nachwuchsliga (DNL) aktiv, schied mit der Mannschaft aber bereits im Playoff-Viertelfinale aus. Die folgende Spielzeit verbrachte Flaake bei den Jungadler Mannheim, der Nachwuchsmannschaft der Adler Mannheim aus der Deutschen Eishockey Liga (DEL). Dort avancierte der Linksschütze mit 32 Treffern in 36 Spielen zum erfolgreichsten Torjäger der Vorrunde. Im Finale der Playoffs scheiterte der Stürmer jedoch mit dem MERC an den Kölner Junghaien.

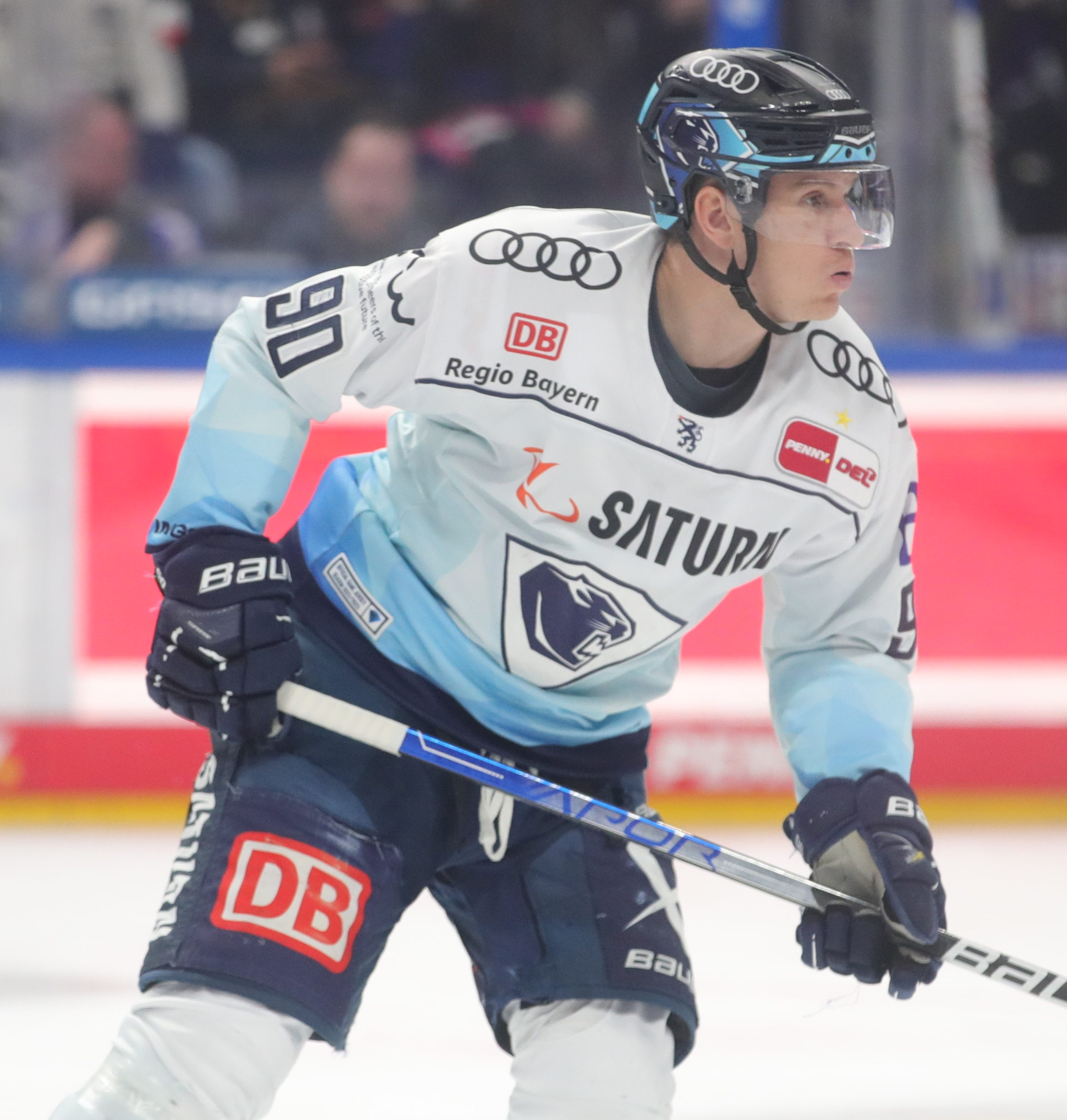
Flaake im Trikot des ERC Ingolstadt (2023)

Im Sommer 2007 wechselte Flaake schließlich zum damaligen Finalgegner und war in seiner ersten Spielzeit in der Domstadt sowohl für das DNL-Team als auch für die DEL-Mannschaft der Haie spielberechtigt, wo er im Saisonverlauf sein Debüt feierte und 30 Saisonspiele bestritt. Gleichzeitig sicherte sich Flaake mit 74 Punkten in 32 Partien den Titel des Topscorers der DNL. Im Anschluss an die Spielzeit wurde der Flügelstürmer im NHL Entry Draft 2008 in der fünften Runde an 130. Stelle von den Toronto Maple Leafs aus der National Hockey League (NHL) ausgewählt. Zudem wählten ihn die Prince George Cougars aus der kanadischen Juniorenliga Western Hockey League (WHL) im CHL Import Draft an neunter Gesamtposition.
Im Sommer 2010 wechselte Flaake innerhalb der DEL zu den Hamburg Freezers, dort etablierte er sich nach einem Jahr ab der Saison 2011/12 als offensivstarker Flügelstürmer und bildete in einer Angriffsformation mit Garrett Festerling und David Wolf über mehrere Spielzeiten hinweg eine der besten Sturmreihen der Liga. In dieser Phase musste Flaake jedoch auch einige Rückschläge in Form von schweren Verletzungen hinnehmen, so erlitt er im März 2013 während des Playoff-Spiels gegen die Eisbären Berlin einen Wadenbeinbruch sowie einen Syndesmosebandriss, was für ihn das vorzeitige Saisonende bedeutete. Im Januar 2015 fiel der Linksschütze nach einer Auseinandersetzung mit Gegenspieler Ryan Button von den Iserlohn Roosters unglücklich zu Boden und zog sich dabei einen Labrumabriss zu, sodass er erneut ein frühzeitiges Saisonaus hinnehmen musste. Zuvor erzielte Flaake im Dezember 2014 gegen den EHC Red Bull München seinen 78. Treffer im Trikot der Hamburger und überholte damit Alexander Barta als zweitbesten Torschützen in der Klubgeschichte.
Im Mai 2016 gab der Eigentümer der Freezers, die Anschutz Entertainment Group, bekannt, keine DEL-Lizenz für die Saison 2016/17 zu beantragen. Eine kurzfristig eingeleitete Rettungsaktion vermochte das Aus nicht abzuwenden. Flaake, der in Hamburg noch einen Vertrag bis 2018 besaß, sah sich wie alle Angestellten der Freezers einer Kündigung gegenüber. Am 2. Juni 2016 gab der EHC Red Bull München dann seine Verpflichtung bekannt. Gleich in seinem ersten Jahr in München gewann er mit den Oberbayern die deutsche Meisterschaft und konnte diesen Erfolg ein Jahr später wiederholen. Zur Saison 2018/19 wechselte Flaake zum Ligarivalen Düsseldorfer EG, bei der er in den folgenden drei Jahren zu den torgefährlichsten Angreifern gehörte. Im Mai 2021 erhielt er einen Einjahresvertrag beim ERC Ingolstadt, der später verlängert wurde. Zum Abschluss der Spielzeit 2022/23 wurde der Stürmer mit dem ERCI Vizemeister, verließ den Klub aber daraufhin und wechselte zu den Augsburger Panthern. Bereits im November 2023 wurde der Vertrag mit Flaake auf Wunsch des Spielers aufgelöst und wechselte umgehend zu den Krefeld Pinguinen in die DEL2. Dort erbat er kurz nach dem Start der Saison 2024/25 aus gesundheitlichen Gründen eine Auszeit, sodass er im Verlauf der Spielzeit nur eine Partie für die Pinguine absolvierte.

### International
Im Juniorenbereich spielte Flaake mit der deutschen U18-Auswahl bei den Weltmeisterschaften 2007 und 2008 in der Top-Division. Für die deutsche U20-Eishockeynationalmannschaft trat er bei den Weltmeisterschaften 2009 in der Top-Division sowie 2008 und 2010, als er zum besten Stürmer gewählt wurde, in der Division I an.
Seit 2010 steht Flaake regelmäßig im Aufgebot der deutschen Nationalmannschaft, musste jedoch auf Teilnahmen an den Weltmeisterschaften in den Jahren 2013, 2014 und 2015 jeweils verletzungsbedingt verzichten. Er nahm jedoch im Februar 2013 am Qualifikationsturnier für die Olympischen Winterspiele in Sotschi 2014 teil, bei dem die deutsche Auswahl an Österreich scheiterte. Im Mai 2016 gab er sein Weltmeisterschaftsdebüt.

## Erfolge und Auszeichnungen
| - 2007 Torschützenkönig der DNL-Hauptrunde (gemeinsam mit Martin Hinterstocker) - 2008 Topscorer der DNL-Hauptrunde - 2017 Deutscher Meister mit dem EHC Red Bull München | - 2018 Deutscher Meister mit dem EHC Red Bull München - 2023 Deutscher Vizemeister mit dem ERC Ingolstadt |

### International
- 2008 Aufstieg in die Top Division bei der U20-Junioren-Weltmeisterschaft der Division I, Gruppe A
- 2010 Aufstieg in die Top Division bei der U20-Junioren-Weltmeisterschaft der Division I, Gruppe A
- 2010 Bester Stürmer der U20-Junioren-Weltmeisterschaft der Division I, Gruppe A

## Karrierestatistik
Stand: Ende der Saison 2024/25

### International
Vertrat Deutschland bei:
| - U18-Junioren-Weltmeisterschaft 2007 - U20-Junioren-Weltmeisterschaft der Division I 2008 - U18-Junioren-Weltmeisterschaft 2008 - U20-Junioren-Weltmeisterschaft 2009 | - U20-Junioren-Weltmeisterschaft der Division I 2010 - Qualifikationsturnier für die Olympischen Winterspiele 2014 - Weltmeisterschaft 2016 |

(Legende zur Spielerstatistik: Sp oder GP = absolvierte Spiele; T oder G = erzielte Tore; V oder A = erzielte Assists; Pkt oder Pts = erzielte Scorerpunkte; SM oder PIM = erhaltene Strafminuten; +/− = Plus/Minus-Bilanz; PP = erzielte Überzahltore; SH = erzielte Unterzahltore; GW = erzielte Siegtore; 1 Play-downs/Relegation; Kursiv: Statistik nicht vollständig)